# Tobati (lud)
Tobati , także: Tabati, Tobadi, Tobati-Enggros – grupa etniczna z indonezyjskiej prowincji Papua. Zamieszkują rejon zatoki Yos Sudarso.
Posługują się własnym językiem tobati z rodziny austronezyjskiej (niegdyś zaliczonym do języków papuaskich). W użyciu są również języki malajski papuaski i indonezyjski.
Ludność wsi Tobati uległa wpływom nowoczesnej kultury indonezyjskiej, zaobserwowano zanik języka tobati i tradycyjnego stylu życia. Druga wieś (Enggros) wyróżnia się większym przywiązaniem do rodzimej kultury. Odnotowano, że w obu miejscowościach indonezyjski jest przyswajany jako pierwszy język. Podjęto starania na rzecz rewitalizacji języka i kultury Tobati.
Zamieszkują w domach wzniesionych na palach. Tradycyjnie zajmują się przede wszystkim rybołówstwem. Inne zajęcia (uprawa sago, łowiectwo) w dużej mierze zanikły.
Historycznie region znajdował się pod wpływem sułtanatów Tidore i Ternate. W latach 30. XX w. dotarło do nich chrześcijaństwo, przy czym zachowały się pewne elementy wcześniejszych wierzeń (kult duchów, wiara w czary).
Organizacja społeczna opiera się na patrylinearnym systemie pokrewieństwa.